# Crassula dependens
Crassula dependens là một loài thực vật có hoa trong họ Crassulaceae. Loài này được Bolus miêu tả khoa học đầu tiên năm 1881.